# Амба (деревня)
Амба — деревня в Колыванском районе Новосибирской области. Входит в состав Скалинского сельсовета.

## География
Площадь деревни — 67 гектаров.

## Население
| 2002 | 2007 | 2010 |
| ---- | ---- | ---- |
| 381  | ↗392 | ↘385 |

## Инфраструктура
В деревне по данным на 2007 год функционируют 1 учреждение здравоохранения и 1 учреждение образования. в 2015 году провели в каждый дом центральный водопровод.  